# John Baldacci
John Baldacci (Bangor, Maine, EE. UU., 30 de enero de 1955) es un político estadounidense. Forma parte de una familia con ocho hermanos y trabajó en el restaurante familiar durante el tiempo en que estuvo estudiando en la universidad.  Al final consiguió el título de grado en Historia por la Universidad de Maine.

## Carrera
Su carrera en la política comenzó a los 23 años y se ha desarrollado siempre a través del Partido Demócrata. Entró a formar parte de las listas para la alcaldía de su pueblo y, tras varios éxitos, en 1982 fue elegido para formar parte del Senado del Estado de Maine, donde sirvió durante varios años, hasta dar el salto a la política nacional.
Fue en 1994 cuando fue elegido por el segundo distrito de Maine para la Casa de Representantes de los EE. UU. Fue un paso importante en su carrera y John fue reelegido en los años 1996, 1998 y 2000, siendo un candidato cada vez más conocido y con más popularidad en el estado de Maine.
Al final de este último mandato, en 2002, John Baldacci se alzó con la candidatura demócrata para concurrir a las elecciones a Gobernador del Estado de Maine de ese año. Salió victorioso y se alzó como gobernador, siendo reelegido en el año 2006.
Es una figura política importante del Partido Demócrata dentro de los Estados del Este, aunque no es conocido a nivel nacional. Siempre ha estado muy relacionado con su estado natal y es donde ha desarrollado toda su carrera profesional y política.